# Orosius cellulosa
Orosius cellulosa är en insektsart som beskrevs av Lindberg 1927. Orosius cellulosa ingår i släktet Orosius och familjen dvärgstritar. Inga underarter finns listade i Catalogue of Life.